# Simón Bolívar (opera)
Simón Bolívar är en opera i två akter med musik och libretto av Thea Musgrave. 

## Historia
Musgraves mest ambitiösa verk för scenen handlar om Simón Bolívar (1783-1830) som befriade Peru, Venezuela, Colombia och Ecuador från spanskt styre men som misslyckades med att förena länderna i en union. Operan beställdes gemensamt av Los Angeles Music Opera Association och Scottish Opera. Titelrollen var skapad för tenoren Plácido Domingo men finansiella problem tvingade operahusen att ställa in premiärerna. En spansk version av Lillian Garret-Groag användes senare vid premiären den 20 januari 1995 på Virginia Opera i Norfolk, Virginia.

## Personer
- Simón Bolívar (tenor)
- Manuela Sáenz, Bolívars älskarinna (sopran)
- General Sucre (tenor)
- General Santander (baryton)
- General Páez (basbaryton)
- Rodríguez, Bolívars lärare / El Sereno, nattvakt (bas)
- Daniel O'Leary (baryton)
- Hipólita, den unge Bolívars svarta barnsköterska (sopran)
- Pepe Palacios, Hipólitas son och Bolívars betjänt (bas)
- Pedro, en kapten i Bolívars armé (tenor)
- Pablo, soldat och senare adjutant till Santander (baryton)
- Den unge Bolívar (gossopran)
- Polisofficer / Santanders adjutant (bas)
- Jonatás, Manuelas svarte tjänare
- Konspiratör (bas)

## Handling
Efter att ha befriat Colombia uppstår spänningar mellan Bolivár och general Santander. Bolivár vill även befria södra Peru och Venezuela för att förena dem med Colombia. På en bal möter Bolivár Manuela Sáenz och de förälskar sig i varandra. Efter att Peru har befriats från de spanska trupperna hyllas Bolivár. Men Santander är rasande över händelsernas utgång och Manuela får en föraning om Bolivárs död.
Två år senare börjar Bolivárs idealstat Colombia att fallera. Tecken på hans dåliga hälsa förvärrar tillståndet. Generalerna Santander och Páez har byggt upp egna styrkor och strider sinsemellan och med Bolivár. Manuela räddar Bolivár från ett attentat men de drivs i exil. Trots att de är älskade av folket dör Bolivár i yttersta nöd. Tolv år senare besöker Bolivárs trogne general O'Leary Manuela som lever i fattigdom i Peri. Han berättar att Bolivárs kropp slutligen ska föras till Caracas och äras med en statsbegravning. Handlingen flyttas till nutid där folkmassor någonstans i Latinamerika samlas runt en stor marmorstaty av Bolivár och protesterar mot landets militärdiktatur. Polisen börjar skjuta och arresterar nattvakten El Sereno (en modern variant av Bolivárs lärare Rodríguez) för att han har delat ut regeringsfientlig propaganda. Plötsligt uppenbarar sig Bolivárs ande och går sakta bland de protesterande. De minns hans ord från förr och återfår tron på sig själva och sin sak, vilket ger dem modet att slå tillbaka mot polisen.